# Huis Nsundi
Het huis Nsundi, ook bekend als de Nsundi-dynastie, bestond uit leden van de Kinkanga-Kanda, met name de tak die bekend stond als Kinkanga a Mvika. Nsundi werd opgericht door koning Pedro II van Kongo, die het koninkrijk Kongo regeerde van 1622 tot 1631. Hoewel Pedro II en zijn zoon Garcia I de enige heersers uit deze kanda waren, behield de Kinkanga-Kanda invloedrijke leden in provinciale ambten tot de jaren 1650, voordat ze in de 1670s volledig werd vernietigd.

## De compromiskandidaat
Sinds 1567 regeerde het Huis Kwilu over Kongo. Toen koning Álvaro III in 1622 overleed, had hij geen erfgenaam die oud genoeg was om de troon over te nemen. De keurvorsten besloten de troon toe te kennen aan Pedro II Nkanga a Mvika, de hertog van Mbamba. In Portugese documenten wordt het regerende huis van koning Pedro II aangeduid als Nsundi, naar het hertogdom dat de vader van de stichtende koning bestuurde. De koningslijn van het huis Kwilu kwam daarmee vrijwel abrupt ten einde, met als enige uitzondering Ambrósio I, die regeerde van 1626 tot 1631.

## Splitsing met Portugal
De opkomst van het huis Nsundi betekende het einde van de al wankele relatie tussen Kongo en Portugal. De eens zo nauwe bondgenoten waren tegen het einde van de 16e eeuw in conflict geraakt over slavernij en handelsrechten. De ambitieuze gouverneur van de Portugese kolonie in Luanda beweerde dat de koning, toen nog hertog van Mbamba, gevluchte slaven asiel had verleend. Bovendien eiste hij het recht op om de koningen van Kongo aan te stellen. Dit leidde in hetzelfde jaar dat koning Pedro II aan de macht kwam tot een Portugese invasie in Kongo. De ernstige misrekening van de Portugezen resulteerde in een verpletterende nederlaag, toen de koning persoonlijk een leger aanvoerde en de vijand versloeg in de Slag bij Mbandi Kasi.

## Diplomatie met Nederland
Na de rampzalige oorlog zochten de Portugezen vrede met het Huis Nsundi, en werd de rust tijdelijk hersteld. Ondertussen koesterde Pedro II plannen om de Portugezen volledig uit zijn regio te verdrijven en zocht hij Nederlandse steun om dit te realiseren. Het zou echter aan een ander regerend huis zijn om deze plannen uiteindelijk uit te voeren.

## Garcia I
Garcia I van Kongo volgde zijn vader op als hoofd van het huis in 1624, maar nadat hij in 1626 werd afgezet door Manuel Jordão, de hertog van Nsundi, vluchtte hij naar Soyo. Daar vond hij bescherming bij graaf Paulo van Soyo, die was aangesteld door Pedro II. Hierdoor ontstond een nauwe band tussen Soyo en het Huis Nsundi. Verschillende door Pedro II en Garcia benoemde functionarissen bleven hun ambten behouden, zelfs toen andere huizen over Kongo regeerden. In 1656 probeerden leden van het huis, waaronder hooggeplaatsten in São Salvador en de markies van Mpemba, Garcia II omver te werpen. Hun poging mislukte en uiteindelijk werd de Kanda in 1678 definitief als zelfstandige entiteit vernietigd.